# کنو فمیئن
کنو فمیئن (دانمارکی: Knud Vermehren; ۱۹ دسامبر ۱۸۹۰ – ۱ ژانویهٔ ۱۹۸۵) ژیمناست هنری اهل دانمارک بود.